# Strangospora deplanata
Strangospora deplanata är en lavart som först beskrevs av Sigfrid Oskar Immanuel Almquist, och fick sitt nu gällande namn av Clauzade & Cl. Roux. Strangospora deplanata ingår i släktet Strangospora, ordningen Lecanorales, klassen Lecanoromycetes, divisionen sporsäcksvampar och riket svampar.  Arten är reproducerande i Sverige. Inga underarter finns listade i Catalogue of Life.